# Цвикки (лунный кратер)
Цвикки (Zwicky) — ударный кратер на обратной стороне Луны. Диаметр — 126 км. Находится в материковой местности на северо-западном краю бассейна Южный полюс — Эйткен. Назван в честь американо-швейцарского астронома Фрица Цвикки. Это название было утверждено Международным астрономическим союзом в 1979 году.

## Сателлитные кратеры
| Цвикки | Координаты                                              | Диаметр, км |
| ------ | ------------------------------------------------------- | ----------- |
| N      | 15°55′ ю. ш. 167°34′ в. д. / 15,92° ю. ш. 167,57° в. д. | 29,6        |
| R      | 18°08′ ю. ш. 163°35′ в. д. / 18,13° ю. ш. 163,59° в. д. | 29,0        |
| S      | 16°05′ ю. ш. 162°47′ в. д. / 16,09° ю. ш. 162,79° в. д. | 45,6        |